# Youssef Ziedan
Youssef Ziedan, arabsky يوسف زيدان‎ (* 30. června 1958 Suhag) je egyptský univerzitní profesor a spisovatel. Specializuje se na arabská a islamská studia, zaměřuje se především na súfismus a islámskou filozofii. Pracuje jako ředitel rukopisného centra a muzea, které je součástí Alexandrijské knihovny. Je autorem více než 50 knih.

## Dílo
- Azazel, česky 2011 v nakladatelství Paseka